# Stanley Kramer
Stanley Earl Kramer (* 29. September 1913 in Brooklyn, New York City, New York; † 19. Februar 2001 in Woodland Hills, Los Angeles, Kalifornien) war ein US-amerikanischer Regisseur und Filmproduzent.

## Leben
Stanley Kramer war in den 1950er und 1960er Jahren, die von Antikommunismus und ideologischen Auseinandersetzungen geprägt waren, einer der wenigen Hollywood-Regisseure, die sich an für diese Zeit politisch kontroverse Themen wagten und damit Erfolg hatten. Die Beziehungen zwischen Afroamerikanern und Weißen, der Kampf um die Meinungsfreiheit, die Gefahren von Atomwaffen sowie der Holocaust waren nur einige der Themen Kramers. Viele seiner Filme als Regisseur gelten heute als Klassiker. Kritischere Stimmen warfen Kramer vor, mit seinen „Message-Filmen“ predigerhaft und gelegentlich sentimental geworden zu sein. Darüber hinaus hat er sich auch als Filmproduzent einen Namen gemacht und erhielt für seine Verdienste als Produzent den begehrten Irving G. Thalberg Memorial Award.
Trotz zahlreicher Nominierungen für den Oscar wurde er nie mit einem solchen ausgezeichnet. Er erhielt jedoch 1961 den Golden Globe Award als Special Award für besondere künstlerische Integrität und 1962 für seinen Film über den Nürnberger Juristenprozess von 1947 (Urteil von Nürnberg) als bester Regisseur.
Kramer war dreimal verheiratet, in dritter Ehe seit 1966 bis zu seinem Tod mit der Schauspielerin Karen Sharpe. Er hatte vier Kinder, darunter die 2023 verstorbene Schauspielerin Casey Kramer.

## Filmografie (Auswahl)

### Regie und Produktion
- 1941: So Ends Our Night (als Regieassistent)
- 1953: Der Gehetzte (The Juggler)
- 1955: … und nicht als ein Fremder (Not as a Stranger)
- 1957: Stolz und Leidenschaft (The Pride and the Passion)
- 1958: Flucht in Ketten (The Defiant Ones)
- 1959: Das letzte Ufer (On the Beach)
- 1960: Wer den Wind sät (Inherit the Wind)
- 1961: Urteil von Nürnberg (Judgment at Nuremberg)
- 1963: Eine total, total verrückte Welt (It’s a Mad, Mad, Mad, Mad World)
- 1965: Das Narrenschiff (Ship of Fools)
- 1967: Rat mal, wer zum Essen kommt (Guess Who’s Coming to Dinner)
- 1969: Das Geheimnis von Santa Vittoria (The Secret of Santa Vittoria)
- 1970: Kampf den Talaren (R.P.M.)
- 1971: Denkt bloß nicht, daß wir heulen (Bless the Beasts & Children)
- 1973: Oklahoma Crude
- 1974: Judgement: The Trial of Julius and Ethel Rosenberg
- 1974: Judgement: The Court Martial of the Tiger of Malaya – General Yamashita
- 1975: Judgement: The Court Martial of Lieutenant William Calley
- 1975: Guess Who’s Coming to Dinner (TV-Pilot für eine nicht produzierte Sitcom-Serie)
- 1977: Das Domino Komplott (The Domino Principle)
- 1979: The Runner Stumbles

### Produzent
- 1948: Das ist also New York (So This is New York)
- 1949: Home of the Brave
- 1949: Zwischen Frauen und Seilen (Champion)
- 1950: Die Männer (The Men)
- 1950: Der letzte Musketier (Cyrano de Bergerac)
- 1951: Der Tod eines Handlungsreisenden (Death of a Salesman)
- 1952: Der unsichtbare Schütze (The Sniper)
- 1952: Zwölf Uhr mittags (High Noon)
- 1952: Das Himmelbett (The Four Poster)
- 1952: Das Mädchen Frankie (The Member of the Wedding)
- 1952: Mein Sohn entdeckt die Liebe (The Happy Time)
- 1953: Der Gehetzte (The Juggler)
- 1953: Die 5000 Finger des Dr. T. (The 5,000 Fingers of Dr. T.)
- 1953: Der Wilde (The Wild One)
- 1954: Die Caine war ihr Schicksal (The Caine Mutiny)
- 1962: Pressure Point
- 1963: Ein Kind wartet (A Child Is Waiting)

## Ehrungen und Filmpreise
Bei der Einweihung des Hollywood Walk of Fame wurde sein Stern 1960 als erster von mittlerweile über 2500 Sternen angebracht.
Die Producers Guild of America vergibt seit 2002 den Stanley Kramer Award im Rahmen der Producers Guild of America Awards.
- 1952: Oscarnominierung für High Noon
- 1954: Oscarnominierung für The Caine Mutiny
- 1958: Oscarnominierung für The Defiant Ones
- 1961: Oscarnominierung für Judgment at Nuremberg
- 1961: Auszeichnung mit dem Irving G. Thalberg Memorial Award
- 1965: Oscarnominierung für Ship of Fools
- 1967: Oscarnominierung für Guess Who’s Coming to Dinner